# The King of Fighters '99: Millennium Battle
The King of Fighters '99: Millenium Battle é um videogame realizado no ano de 1999 pela SNK. É o sexto jogo da série The King of Fighters, que tem como seu protagonista o personagem K' Dash e que inicia a segunda saga da série, a Saga Nests.